# 南兴镇 (雷州市)
南兴镇，是中华人民共和国广东省湛江市雷州市下辖的一个乡镇级行政单位。

## 行政区划
南兴镇下辖以下地区：
南兴社区、南兴村、高田村、东村、袁新村、东吴村、高朗村、芝园村、清坭村、山内村、田东村、花桥村、塘头村、东岳村、山尾村、善排村、梅田村、荇州村、外园村、东市村、平兰村、夏初村、港西村、南渡村、港东村、麻参村、麻廉村、深田村、新村、东林村、草洋村、步月村、东仓村和宋村。

## 中国传统村落
- 2012年12月，东林村被评为首批“中国传统村落”。
- 2013年8月，新村[需要消歧义]被评为第二批中国传统村落。